# Teremin
A teremin vagy theremin az egyik első elektronikus hangszer. Lényegét tekintve egy egyedi módon, rádióhullámok interferenciája által vezérelt analóg szintetizátor.

## Jellemzői
A teremint 1919-ben találta fel Leon Theremin (eredetileg: Lev Szergejevics Tyermen, Лев Сергеевич Термен) orosz fizikus. Egyedi abban a tekintetben, hogy ez az első olyan hangszer, amit pusztán gesztusokkal lehet megszólaltatni, anélkül, hogy a zenész magát a hangszert megérintené.

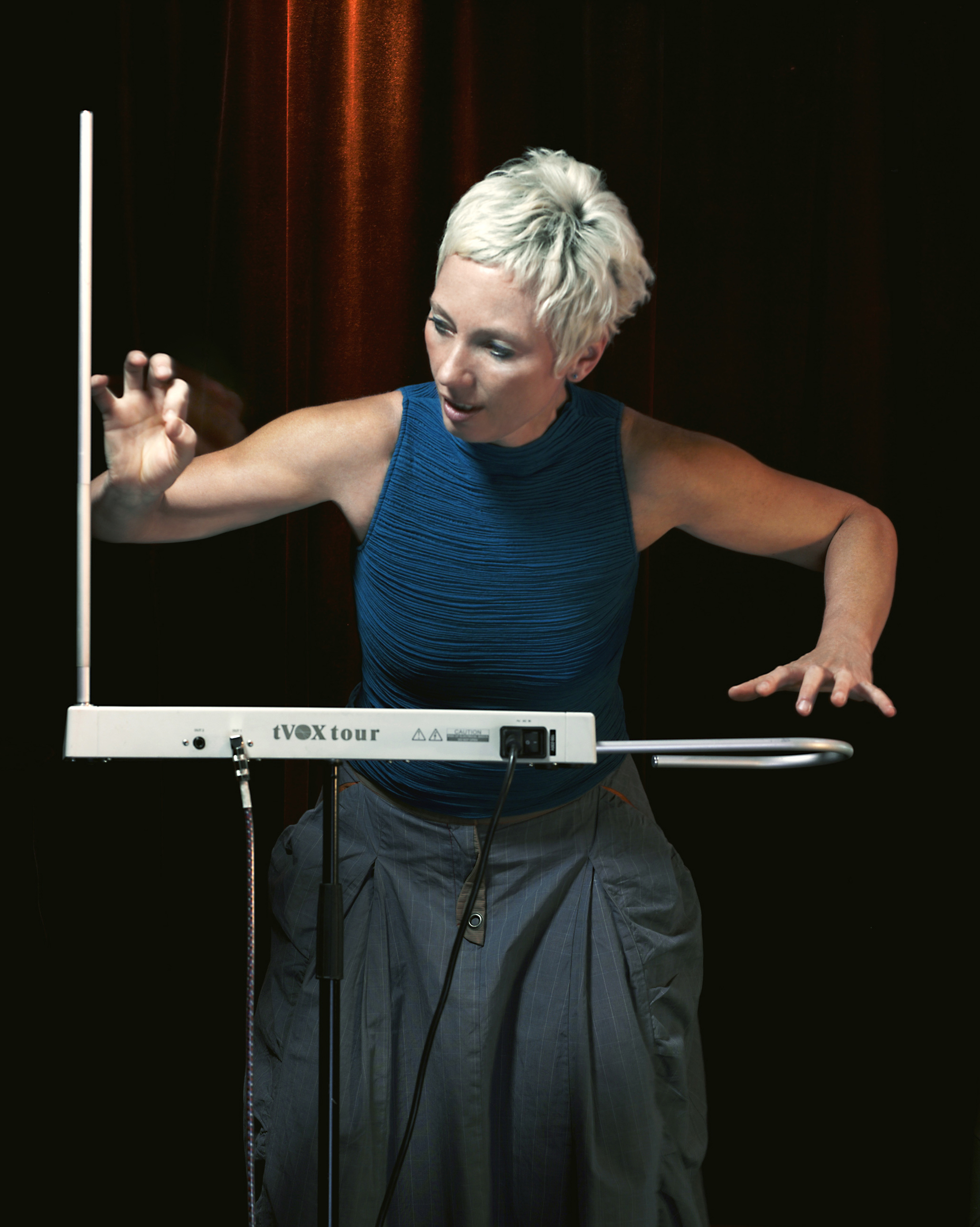
Barbara Buchholz a TVox modellen játszik

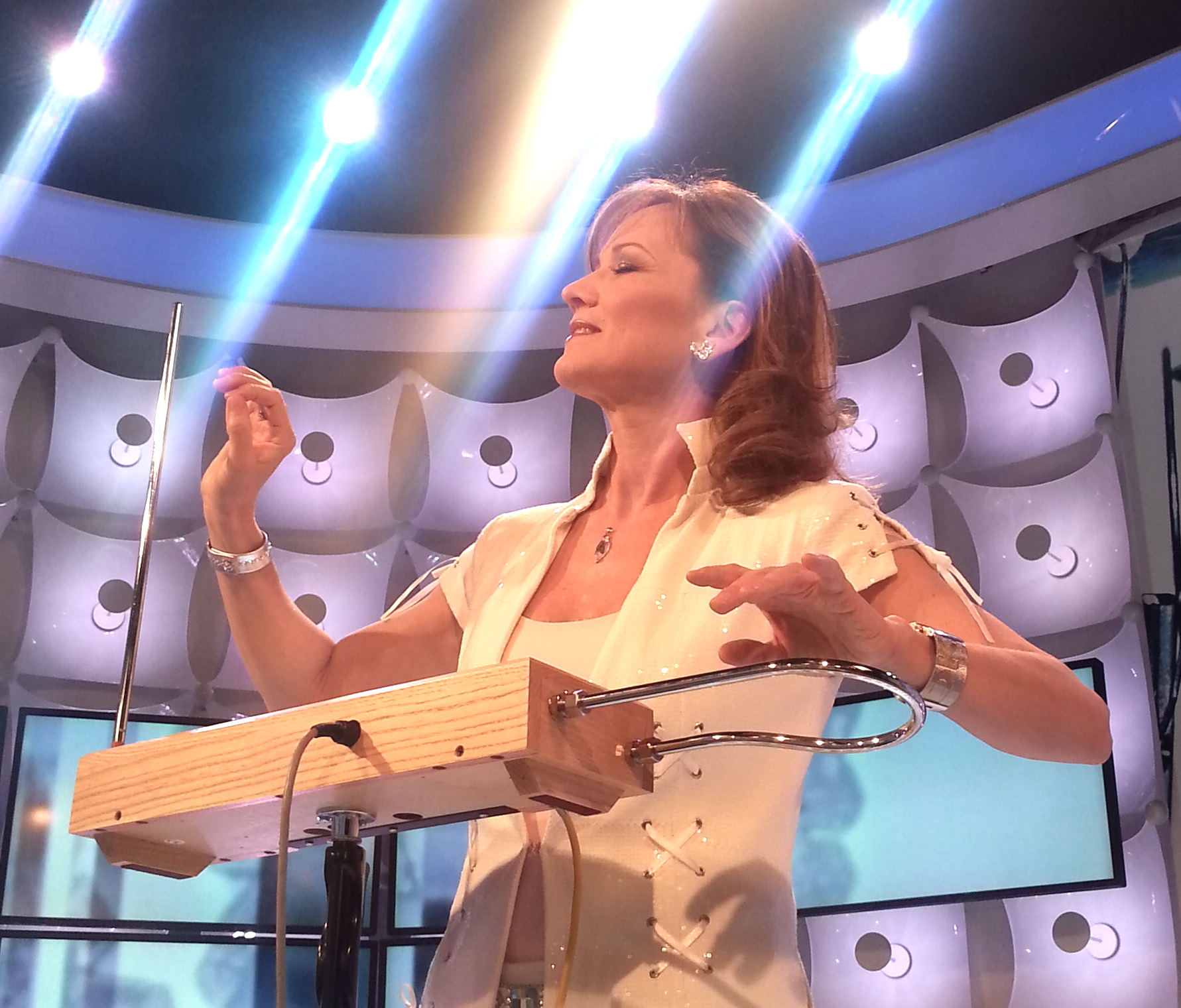
Illényi Katica

Felépítése egyszerű: két, egymáshoz közeli rezgésszámra hangolt rádiófrekvenciás oszcillátor és egy antenna alkotja. Az egyik oszcillátor fix, 170 kHz-es frekvencián, a másik – amihez egy antenna csatlakozik – 168 és 170 kHz közötti, az antenna által hangolható frekvencián rezeg. A két jel interferenciája, a hallható hang frekvenciatartományába eső lebegése hozza létre az elektromos jelet, amely erősítőn keresztül jut a hangszórókhoz, zenei hangot eredményezve. Egy másik, hasonló elven működő antenna a hangerő szabályozására szolgál. A tereminen úgy lehet játszani, hogy a zenész a kezét mozgatja a két antenna körül, az egyikkel a hang frekvenciáját (magasságát), a másikkal amplitúdóját (a hangerőt) szabályozza.
A teremin portamento, glissando, tremolo és vibrato effektusokat megvalósító hangzását gyakran a „különleges”, „szürreális”, „földönkívüli” jelzőkkel illetik, főleg azért, mert a Ki vagy, Doki?, a Spellbound, The Lost Weekend és a The Day the Earth Stood Still című filmek és sorozatok zenéjében is ilyen hangzásvilágot hoztak létre vele.
A teremint használták a 20. századi modern komolyzenében, valamint olyan népszerűbb műfajokban is, mint a pop és a rock.
Más hangszerek, például az Ondes-Martenot hasonló elven működnek, de annál a hangszer billentyűzetét meg kell érinteni a hang előállításához.

## Érdekesség
Tyermen eredetileg távérzékelő kifejlesztésén dolgozott, e kutatás mellékterméke a hangszer. Saját elmondása szerint egy moszkvai elektronikai konferencián Lenin is kipróbálta a találmányt, Glinka Pacsirtáját játszotta el rajta.